# Package Deal
Package Deal est une série télévisée canadienne en 26 épisodes de 23 minutes créée par Andrew Orenstein et diffusée entre le 18 juin 2013, et le 21 décembre 2014 sur Citytv.
Cette série est inédite dans les pays francophones.

## Distribution

### Acteurs principaux
- Randal Edwards (en) : Danny White
- Harland Williams : Sheldon White
- Jay Malone (en) : Ryan White
- Julia Voth : Kim Mattingly
- Jill Morrison : Nikki, collègue et amie de Kim (récurrente saison 1)

### Acteurs secondaires
- Pamela Anderson : Dr Sydney Forbes, thérapeute (saison 1, 4 épisodes)
- Eugene Levy : Charles McKenzie, client de Danny (saison 1, 3 épisodes)
- Jason Priestley : Storm Chambers (saison 2, épisode 6)
- Amanda Tapping : Jillian, patronne de Danny (saison 2, 2 épisodes)

## Fiche technique
- Créateur : Andrew Orenstein[3]
- Scripteurs : Denise Moss et Stevie Ray Fromstein
- Société de production : Thunderbird Films

## Développement
Le 29 mai 2012, la série a été commandée. Initialement prévue pour le 6 mai 2013, elle a été déplacée au 24 juin 2013, puis à l'automne 2013.
Le 21 janvier 2014, la série a été renouvelée pour une deuxième saison.

### Casting
Le 16 août 2012, Harland Williams et Jay Malone (en) rejoignent Randal Edwards (en) et Julia Voth dans la distribution principale.
En novembre et décembre 2012, Eugene Levy et Pamela Anderson décrochent un rôle récurrent pour la première saison.
En avril 2014, Jill Morrison est promue à la distribution principale alors que Jason Priestley et Amanda Tapping décrochent un rôle récurrent pour la deuxième saison.

## Épisodes

### Première saison (2013)
1. The Dinner / The Picnic
2. Prank Wars
3. I Love You?
4. Kim vs. Karaoke
5. The Bully
6. Danny Escapes to Prison
7. Sheldon Pretends to Be Danny
8. Ryan's Therapist
9. A Few Good Muffins
10. Big Brothers
11. It's My Party
12. Sick Puppy
13. Kangaroo Court

### Deuxième saison (2014)
Elle est diffusée depuis le 12 septembre 2014.
1. Silverball
2. Sloppy Seconds
3. Sex, Sex, Sex
4. How I Met Your Brother
5. Danny's New Job
6. The Imperfect Storm
7. Two Half Men
8. Downton Danny
9. Everybody Loves Beth
10. Tea for Too Few
11. Storage Lore
12. The Break Up Part One
13. The Break Up Part Two